# 34162 Yegnesh
34162 Yegnesh este o planetă minoră (asteroid), cu un diametru de 3,792 km, din centura de asteroizi. A fost descoperită pe 24 august 2000 la Experimental Test Site⁠(d) de Lincoln Near-Earth Asteroid Research. 
Obiectul prezintă o orbită caracterizată de o semiaxă mare de 2,8952914 UAi, o excentricitate de 0,04, o înclinație de 2,84569 ° în raport cu ecliptica.